# Frank Pantridge
Frank Pantridge CBE (* 3. Oktober 1916 in Hillsborough, County Down; † 26. Dezember 2004 ebenda) war ein irisch-britischer Arzt und gilt als Erfinder des tragbaren Defibrillators.

## Leben
Pantridge besuchte die Friends School Lisburn und studierte Medizin an der Queen’s University of Belfast. Während des Zweiten Weltkrieges diente er in der Britischen Armee. Nach der Schlacht um Singapur (1940) wurde er 1942 japanischer Gefangener und musste als Kriegsgefangener am Bau der birmesischen Eisenbahn mitarbeiten. Nach seiner Befreiung (1945) kehrte er nach Europa zurück und studierte weiter Medizin an der Queen’s University und mit einem Stipendium dann an der University of Michigan.
1950 kehrte er aus den Vereinigten Staaten zurück und arbeitete als Arzt am Royal Victoria Hospital in Belfast. Er wurde Hochschullehrer für Medizin an der Queen’s University of Belfast, wo er bis 1982 tätig blieb. Gemeinsam mit seinem Kollegen John Geddes spezialisierte er sich auf dem Gebiet der Herz-Lungen-Wiederbelebung. 1965 (1966) gelang ihm die Herstellung des weltweit ersten kfz-transportablen und -bordnetzgespeisten Defibrillators mit 50 kg Gewicht. Nunmehr konnten Wiederbelebungen von Herzinfarktpatienten mit Hilfe eines Defibrillators erstmals vor Ort, außerhalb des Krankenhauses erfolgen. Über Zwischenstufen unter Nutzung neuer Techniken und Integration neuer Features entwickelte er 1973 den mit auf 3,5 kg reduziertem Gewicht ersten „wirklich tragbaren“ Defibrillator. Mit der Veröffentlichung dieser Erfindung verbreitete sich der tragbare Defibrillator in den folgenden Jahren weltweit.

## Preise und Auszeichnungen (Auswahl)
- Offizier des Order of Saint John
- Commander des Order of the British Empire
- Denkmal in der Stadt Lisburn